# マヘンドラ・シン・ドーニ
マヘンドラ・シン・ドーニ（Mahendra Singh Dhoni、1981年7月7日 - ）は、インドのビハール州（現ジャールカンド州）のラーンチー出身のプロクリケット選手。右投右打。守備位置はウィケットキーパー（捕手）。IPLのチェンナイ・スーパーキングス所属。インド代表。通称MSドーニ (MS Dhoni）。
歴代屈指のクリケット選手の一人。2011年にはインド代表のキャプテンとしてクリケット・ワールドカップ優勝に貢献。2019年シーズンのIPLでの年俸は1億5000万ルピー。収入の大半をスポンサー収入で稼いでおり、2015年のフォーブスの調査によると、年収は3100万ドル。スポーツ選手として有数の億万長者であり、11億ルピー（約19億円）のプライベートジェットを所有している。
インドではクリケットの神様と評されることがあるサチン・テンドルカールや現役で世界最高選手の一人であるヴィラット・コーリと共に最も人気のある選手の一人。インド国民から大変な尊敬を受けている人物である。2009年にはインドの民間人に贈られる4番目に格式がある勲章であるパドマ・シュリー勲章を受章。2011年に行われた2011クリケットワールドカップにはインド代表として出場し、決勝戦ではインドの優勝を決める6ランを放った。2018年には3番目に格式がある勲章であるパドマ・ブーシャン勲章を受章。他にもインドスポーツ界において最高栄誉であるラジーヴ・ガンディー・ケール・ラトナ賞等受賞した。インドでの調査によると、ナレンドラ・モディ首相に次いで、「最も称賛に値する男性」2位に選出された。2011年にはタイム誌によって世界で最も影響力のある100人に選出された。2019年のESPNの調査によると、世界で最も有名なアスリート13位であり、クリケット選手としてヴィラット・コーリに次ぐ2位。

## 受賞・栄典
主な受賞・栄典は以下の通りである。

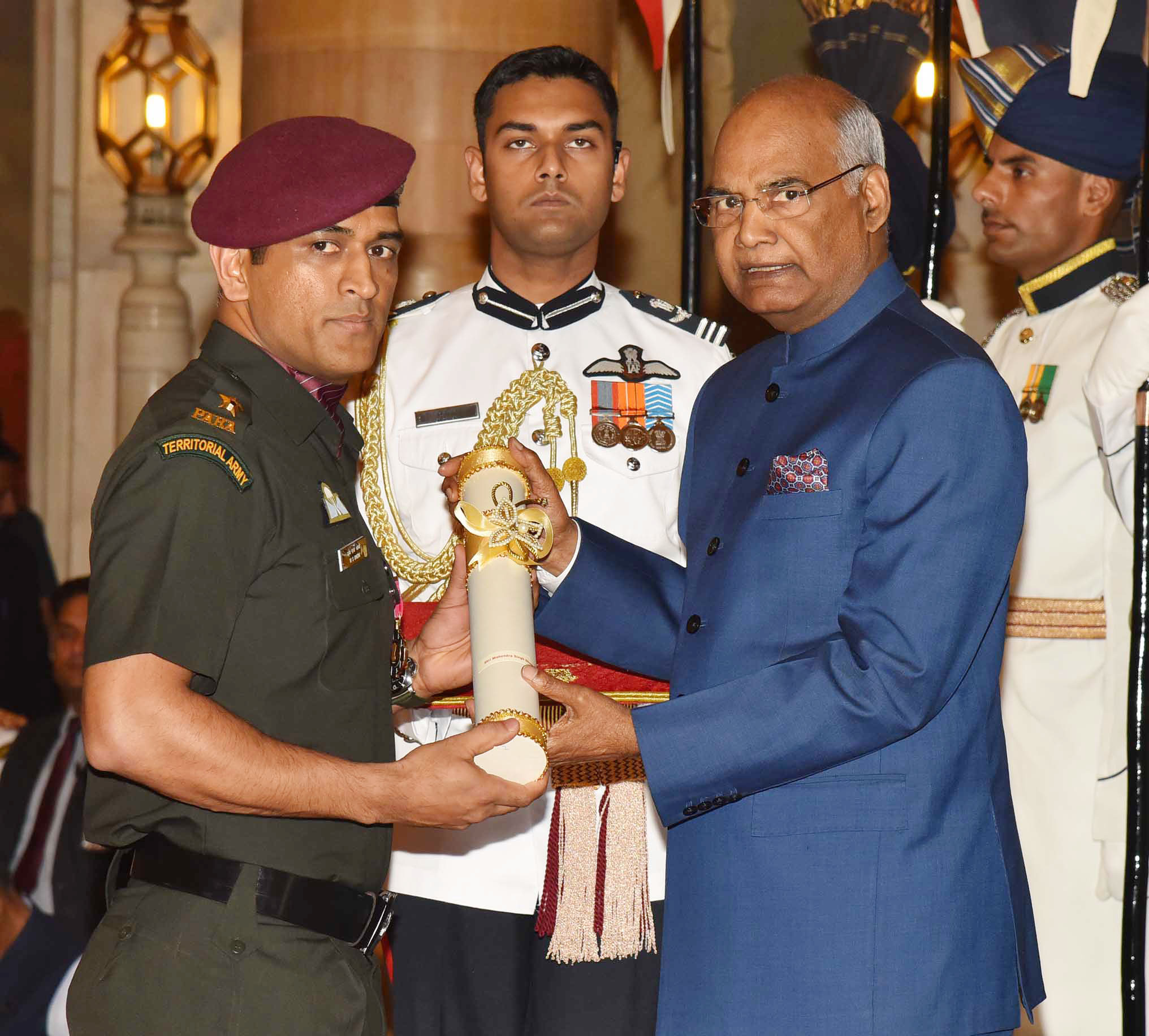
コーヴィンド大統領からパドマ・ブーシャン勲章を授与されるドーニ。2018年4月、インド大統領官邸のラシュトラパティ・バワンにて

- ICC・ODI・プレーヤー・オブ・ザ・イヤ―賞（英語版） ：2008, 2009
- ICC・ODI・チーム・オブ・ザ・イヤ―賞（英語版）：2006, 2008, 2009, 2010, 2011, 2012, 2013, 2014 (キャプテンとして、2009, 2011-2014)
- ICC・テスト・チーム・オブ・ザ・イヤ―賞（英語版）：2009, 2010, 2013
- パドマ・シュリー勲章：2009 - インドの民間人に贈られる四番目に格式がある勲章
- ラジーヴ・ガンディー・ケール・ラトナ賞（英語版）：2009 - インドのスポーツ界における最高栄誉賞。
- パドマ・ブーシャン勲章：2018 - インドの民間人に贈られる三番目に格式がある勲章